# Iglesia de San Roque (Benicalap)
La Iglesia Parroquial de San Roque ubicada en la Plaza Nueva de la Iglesia n.º 2, en el barrio de Benicalap de Valencia, es una construcción religiosa, de estilo neorrománico, aunque también se pueden encontrar influencias de otros historicismos, de inicios del siglo XX.
Está considerada Bien de Relevancia Local (BRL) con la categoría de Monumento de Interés Local. La protección comprende desde el edificio de la iglesia hasta los espacios vinculados a él, el cual incluye: La Plaza Virgen de Montiel, Plaza Nueva de la Iglesia, la calle Juan de la Encina y la calle del Álamo.

## Historia
El proyecto del templo se le encomendó al arquitecto José Camaña Laymon, relevante figura de la generación ecléctica valenciana. El 19 de marzo de 1903 se colocó la primera piedra del edificio religioso, acto llevado a cabo por el vicario general de la Diócesis de Valencia. Cabe destacar la ayuda que prestaron los feligreses y vecinos a la hora de levantar la construcción con sus excavaciones y acarreos.
La estancia que primero se habilitó para el culto fue la Capilla de la Comunión, desde donde se podía admirar en su altar la imagen de la Virgen del Rosario. Sucesivamente se fueron inaugurando diversos altares, gracias a las donaciones de sus fieles, como el altar Sagrado Corazón de Jesús en 1912; Altar de San Antonio en 1914; el Altar de la Virgen de la Medalla Milagrosa, al igual que el de la Virgen de los Desamparados y el del Santísimo Cristo de la Pasión, todos en 1930; un año después se construiría el dedicado a San Vicente.
Pero en 1936, debido a los acontecimiento derivados de la guerra civil española, sus altares y objetos de culto quedaron destruidos, a excepción del Altar de la Virgen de la Medalla Milagrosa. Con la finalización del conflicto bélico se acometió una restauración general sufragada por las Clavarias de la Virgen de Agosto.
Por lo que respecta a la construcción de la torre campanario, el día 22 de junio de 1952, el arzobispo Don Marcelino Olaechea y Loizaga bendice y coloca la primera piedra de esta y el 19 de octubre del mismo año se inician las obras. La realización también contó con la ayuda del vecindario. En 1953 el presidente de la junta parroquial Don Peregrin Carbonell Muñoz presentó la idea de rematar  el campanario con una cruz. La petición fue aprobada y se llevó a cabo gracias a la donación de los Clavarios del Santísimo Cristo Dicha cruz no se conserva en la actualidad.

## Descripción
El edificio tiene una planta típica de cruz latina, con tres naves. La nave central es de mayor tamaño y su cubrición está resuelta con bóveda de cañón sobre pilastras con capiteles de influencia jónica. Las naves laterales, más estrechas, están cubiertas con bóvedas de crucería. Divididas en tres tramos, donde están alojados altares con imágenes para la devoción y decorados con estilo neorrománico y neogótico realizados en escayola que imita madera. Por otro lado, la cubierta del ábside está realizada con bóveda y pechinas. Por último, destacar que el altar mayor está dedicado a San Roque, el cual está representado con sus atributos; ángel y perro. Esta imagen es obra de José Pérez.

### Fachada
En la fachada se pueden diferenciar tres cuerpos, correspondientes a las tres naves interiores. Hechos en ladrillo visto y rematados en cornisa inclinada siguiendo la línea del tejado. En la parte más alta del cuerpo central se sitúa una cruz de piedra, bajo la que se encuentra una hornacina con la imagen de San Roque. A continuación se puede ver un gran arco de medio punto. Sobre el dintel de acceso queda dispuesto un panel cerámico con la representación de San Roque, nuevamente.

### Cúpula

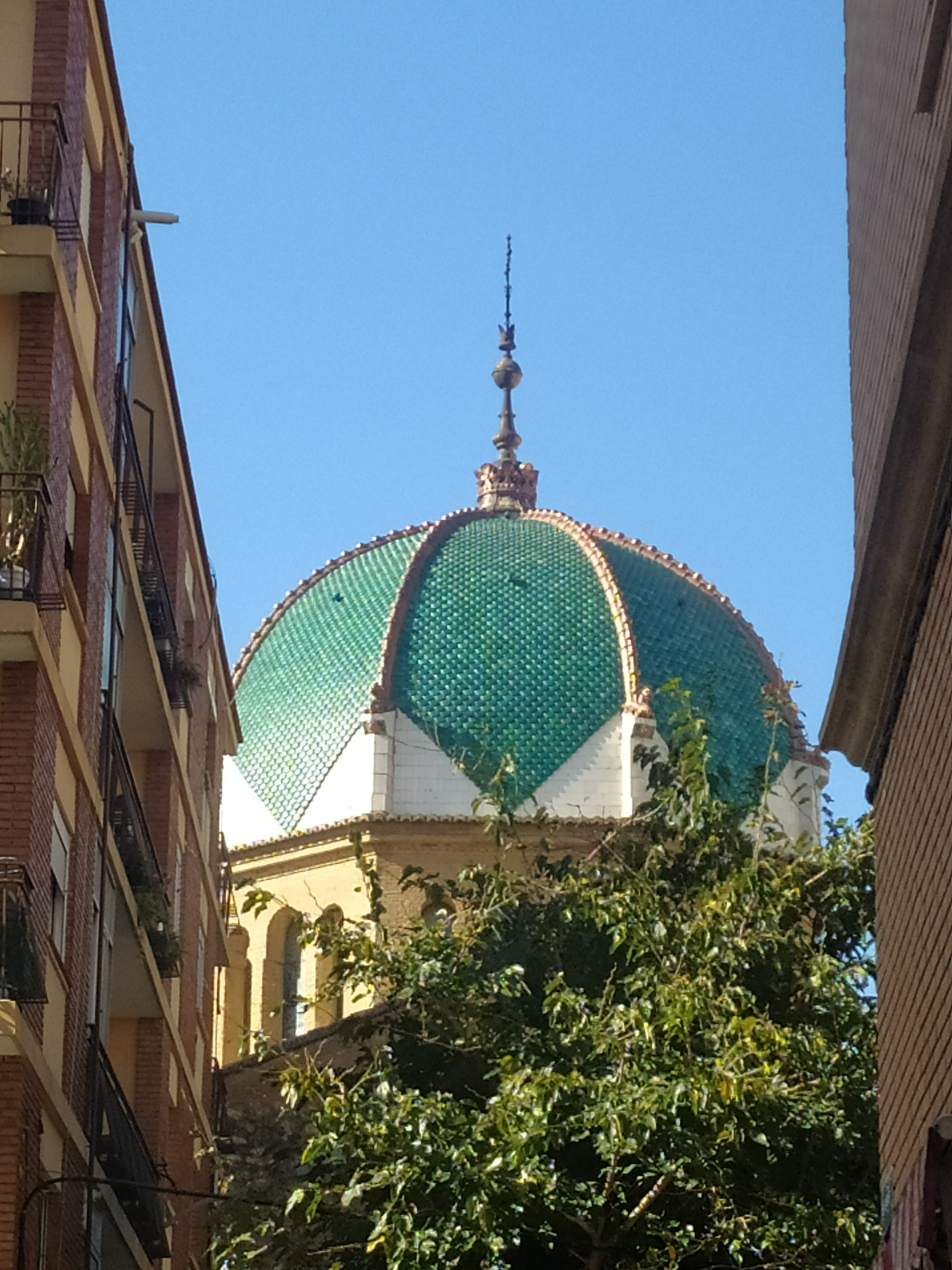
Cúpula de la Iglesia de San Roque

El elemento más llamativo del edificio, junto con el campanario, es la gran cúpula que se eleva sobre el crucero. Esta se posa sobre un tambor octogonal. La cúpula es segmentada y está recubierta en su base con azulejos blancos y en el resto de su área con tejas vidriadas verdes de alta calidad con nervaduras doradas. En la base de estas se encuentran figuras que representan la rata penada, uno de los símbolos incorporados al escudo de Valencia. En el remate de la cúpula se observa una aguja con una figura semejante a una orbe y una corona. Toda la cerámica utilizada en su construcción procede de la fábrica La Ceramo, situada también en el mismo barrio de Benicalap.

### Campanario

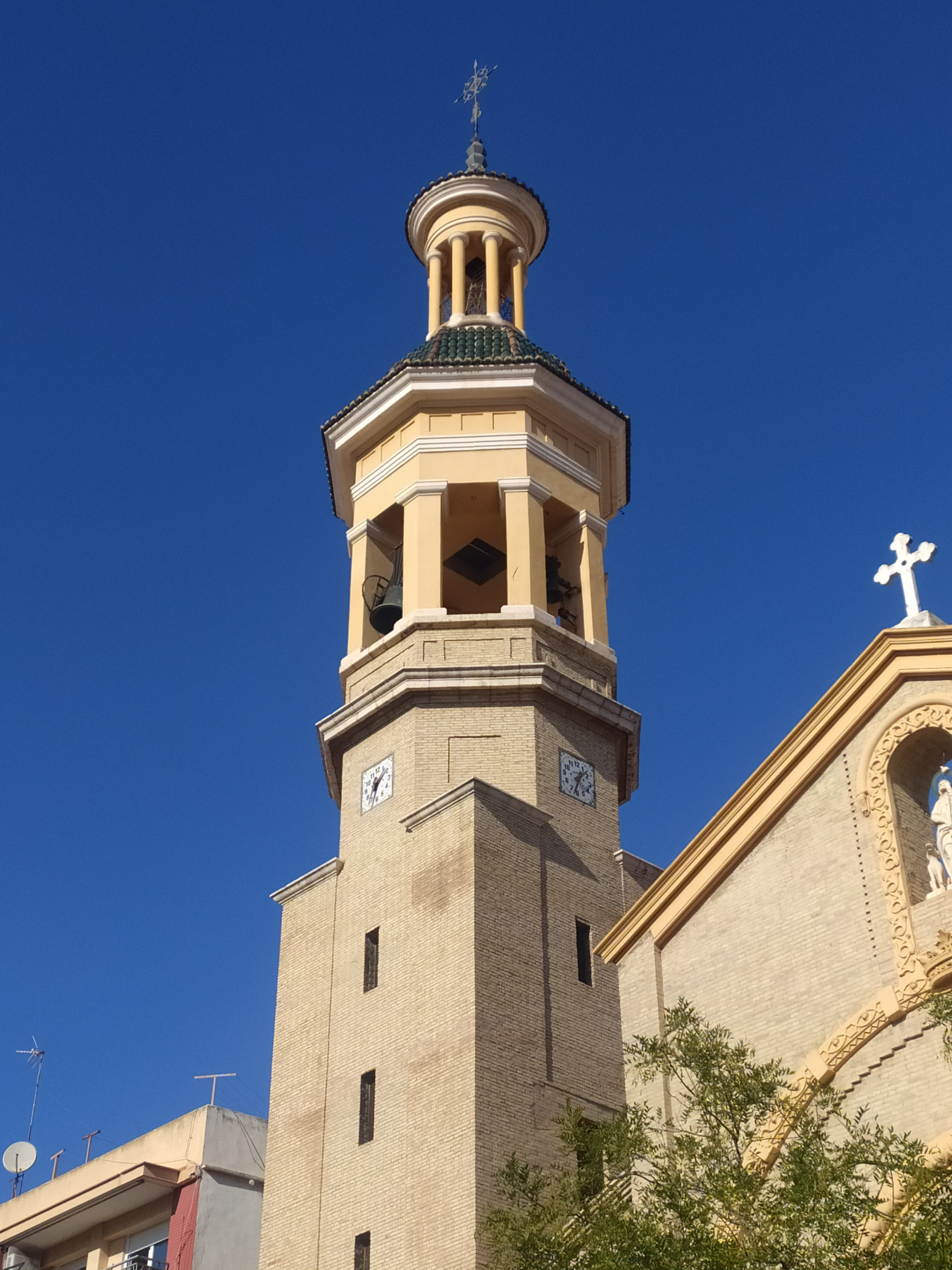
Campanario Iglesia de San Roque

El campanario, como se ha mencionado, es de construcción posterior al templo. Está formado por dos cuerpos de ladrillo. El inferior tiene base cuadrada y el superior octogonal, con pilastras, donde se encuentra la campana. Está cubierto por una cúpula segmentada con teja verde y dorada vidriada.
Sobre ella hay un templete de forma circular con pequeñas columnas y cúpula de cerámica proveniente de “La Ceramo”, como la del resto del edificio.. Se encuentra rematada, en la actualidad , por una cruz metálica ornamentada, que sustituye a la anterior, la cual poseía iluminación eléctrica.